# Dove vai in vacanza?
Dove vai in vacanza? é um filme de comédia italiano de 1978, dirigido por Mauro Bolognini, Luciano Salce e Alberto Sordi.